# Máximos IV Sayegh
Maximos IV Sayegh SMSP, também Maximos IV Saigh. (Alepo, Império Otomano, 10 de abril de 1878 - Beirute, Líbano, 5 de novembro de 1967) era Patriarca de Antioquia e todo o Oriente, de Alexandria e Jerusalém da Igreja Greco-Católica Melquita.

## Vida
Sayegh foi ordenado sacerdote em 17 de setembro de 1905. Em 1919 ele foi nomeado arcebispo de Tyros. Em 30 de agosto de 1919, ele recebeu pelo Patriarca Demétrio I Qadi a ordenação episcopal ; Os co-consagradores foram o bispo Ignazio Homsi e o arcebispo Flaviano Khoury. Em 1933 foi nomeado arcebispo de Beirute e Jbeil.
Em 30 de outubro de 1947, ele foi eleito patriarca pelo Santo Sínodo da Igreja Greco-Católica Melquita em Ain Traz.
Tradicionalmente, o Patriarca de Antioquia e o padre Protector dos mais de 900 anos de idade, Militar e Hospitalar Ordem de São Lázaro de Jerusalém, das regras da ordem de St. Augustine segue. Maximos IV. Foi re-fundador e primeiro Grão-Mestre da ordem patriarcal da Santa Cruz de Jerusalém.
Ele foi um participante do Concílio Vaticano II e foi considerado um defensor essencial da peculiaridade digna das igrejas orientais. Em seu discurso em francês, ele deu aos padres do concílio a questão da linguagem litúrgica:
" Toda língua é uma língua litúrgica. [...] o latim é uma língua morta, mas a igreja está viva. "
Em 22 de fevereiro de 1965, o papa Paulo VI o levou . como o Cardeal Bispo no Colégio dos Cardeais por diante.
Maximos IV - Cardeal Sayegh faleceu em 5 de novembro de 1967 em Beirute. Ele foi inicialmente colocado na Catedral de St. Elias em Beirute, onde a festa de despedida aconteceu. Posteriormente, seu cadáver embalsamado foi transferido para Damasco e enterrado na catedral local. Três anos depois, os restos, a vontade do falecido Patriarca estavam em conformidade onde fundou o mosteiro da Sœurs de Notre-Dame du Perpétuel Secours (Irmãs de Nossa Senhora do Perpétuo Socorro) no Daroun-Harissa , Líbano enterrado.